# Ilha Gerlache
A Ilha Gerlache (64° 35′ S, 64° 16′ O) é a maior das Ilhas Rosenthal se situando fora da costa oeste da Ilha Anvers, no Arquipélago Palmer, Antártica. Foi mapeada de forma grosseira e nomeada como "Pointe de Gerlache" pela Expedição Antártica Francesa, 1903–05, sob o comando de Jean-Baptiste Charcot, pelo tenente Adrien de Gerlache. Como resultado de levantamentos das Falkland Islands Dependencies Survey em 1956–58, esta ilha é considerada ser a característica nomeada por Charcot; não há nenhum ponto proeminente nesta vizinhança que seria visível do alto mar.

## Important Bird Area
Um rochedo de 41 hectares localizado 4.5 km ao sul da Ilha Gerlache, e a 500 metros da costa da Ilha Anvers, foi identificado como uma IBA (Área Importante para Preservação de Aves) pela BirdLife International, pois o local é lar de uma colônia de Pinguins-gentoo, com 3000 casais registrados lá em 1987. A ilha se encontra na ASMA 7 (Área Antártica de Manejo Especial).